# Vega de Liébana
Vega de Liébana település Spanyolországban, Kantábria autonóm közösségben. Vega de Liébana Camaleño, Potes, Cabezón de Liébana, Pesaguero, La Pernía, Cervera de Pisuerga, Velilla del Río Carrión és Boca de Huérgano községekkel határos. Lakosainak száma 690 fő (2024).

## Népesség
A település népessége az elmúlt években az alábbi módon változott:
| Lakosok száma | 998  | 949  | 910  | 871  | 842  | 805  | 765  | 736  | 713  | 690  |
|               | 2001 | 2004 | 2007 | 2009 | 2012 | 2014 | 2017 | 2019 | 2022 | 2024 |